# Partit de la Nacion Occitana
El Partit de la Nacion Occitana (fins al 2004: Partit Nacionalista Occitan) (PNO) és un partit polític occità, fundat a Niça el 1959 per Francès Fontan (1929-1979), inspirat pel FLN algerià. Fou fundat com un partit de caràcter independentista, amb diverses influències marxistes i llibertàries. Sempre ha estat reduït i poc conegut en l'opinió pública occitana però ha exercit una certa influència sobre el desenvolupament de l'occitanisme polític. El seu òrgan oficial és el bilingüe Lo Lugarn, fundat el 1971.

## Història
Fontan el bastí com a formació independentista i etnista, que proposava la unió de les classes occitanes per a l'alliberament nacional en un vague etnicisme d'inspiració marxista i llibertària. El seu eco social i militància ja eren reduïdes d'entrada, i aviat entraria en crisi perquè, en donar suport als independentistes algerians, indirectament, el donava a Charles de Gaulle. Aquest fet permetrà que tant Robèrt Lafont com certs secors eixits de l'Institut d'Estudis Occitans (IEO) prenguin més protagonisme polític. El 1961 Fontan va compondre Etnisme, vers un nacionalisme humanista, on afirma que l'estatització i independència de totes les ètnies havia d'estar associada amb una entesa internacional, on la llengua decidiria el criteri d'ètnia i nació. El 1969 compondrà La llengua occitana dins la lluita per l'alliberament nacional, on afirma que la llengua materna considerada com a l'índex sintètic de la nació, ha de ser purificada de tota aportació estrangera. I pel que fa als immigrants, els restaven tres solucions: retorn al país d'origen, quedar-se com a estrangers o quedar-se i acceptar la llengua del país.
El partit, però, tindrà posicions contradictòries. Per una banda, un membre del PNO fou empresonat per donar suport al FLN.
Per altra banda, el PNO va evolucionar vers un marxisme-leninisme tercermundista, però, que no li va fer guanyar adeptes i fins i tot patí l'escissió del Comitat Socialista Occitan d'Alliberament dirigit per Pèire Maclouf. La seva participació política va llanguir aleshores.
Francés Fontan va morir el 1979 i fou substituït per Jaume Ressaire. Des dels anys 1980, el PNO ha abandonat progressivament la seva orientació marcadament revolucionària. Avui el seu president Jaume Ressaire reivindica una orientació privilegiant una unitat teòrica entre nacionalistes de diversos orígens polítics, però rebutjant els extremistes de dretes i d'esquerres.
Molt de temps el PNO rebutjà participar en les eleccions regionals franceses, cosa que els va marginar encara més en profit del Partit Occità, que en va treure profit. A les eleccions regionals franceses de 2004 a Llenguadoc-Rosselló va participar en la Liste Occitanie, Catalogne, Pays Basque amb Christian Lacour, però només assolí l'1,27% dels vots. El partit no ha presentat candidat a les eleccions de 2010.

## Protesta dels agricultors de 2024
El PNO dona suport sistemàticament a les accions militants dels pagesos d'Occitània. Així, el 21 de gener de 2024 el PNO va publicar una nota de premsa en la qual cridava especialment a participar en la manifestació pagesa del 22 de gener a Agen.

## Lo Lugarn
Lo Lugarn. Tribuna per l'Occitània liura és l'òrgan del Partit Nacionalista Occità. Fundat per Francés Fontan el 1970, s'edita a Agen i té periodicitat trimestral. Originàriament era totalment en francès, però darrerament publica la meitat del text en occità. La seva temàtica és de militància occitanista i ha publicat alguns números especials dedicats a Cantalausa, Frederic Mistral, el pensament polític de Francés Fontan o el dedicat al 50è aniversari del Partit Nacionalista Occità.